# Odessa
Odessa (còn gọi là Odesa; tiếng Ukraina: Оде́са [ɔˈdɛsɐ]; tiếng Nga: Оде́сса [ɐˈdʲesə]; tiếng Yid: אַדעס) là thành phố đông dân thứ ba Ukraina và là một trung tâm du lịch, thương mại và vận tải lớn nằm trên bờ tây bắc biển Đen. Đây là thủ phủ oblast Odessa. Odessa có khi được mệnh danh là "hòn ngọc biển Đen", "Nam Đô" (dưới thời Đế quốc Nga và Liên Xô), và "Nam Palmyra".
Trước khi lọt vào tay Sa hoàng, từng có một khu người Hy Lạp nơi đây (người Hy Lạp cũng sống rải rác khắp bờ bắc biển Đen). Rồi đến người Tatar, theo chân Hacı I Giray - Hãn của Krym, đến định cư nơi này năm 1440, đặt cho nó cái tên "Hacıbey". Sau một thời nằm dưới Đại công quốc Lietuva, Hacibey rơi vào tay người Ottoman từ 1529 cho tới khi đế quốc Ottoman bị đánh bại trong chiến tranh Nga-Thổ Nhĩ Kỳ năm 1792.
Năm 1794, thành phố Odessa được lập nên theo chỉ thị của Ekaterina Đại đế, nữ hoàng Nga. Từ năm 1819 đến 1858, Odessa là một hải cảng tự do. Vào thời Liên Xô, đây là một cảng thương mại kiêm căn cứ hải quân quan trọng.
Hồi thế kỷ XIX, Odessa là thành phố lớn thứ 4 Đế quốc Nga, sau Moskva, Sankt-Peterburg và Warszawa. Kiến trúc lịch sử nơi đây mang đậm nét Địa Trung Hải hơn nét Nga, do chịu ảnh hưởng nặng phong cách Pháp, Ý. Một số tòa nhà là sự pha trộn đa phong cách, gồm Art Nouveau, Phục hưng và Cổ điển.

## Địa lý

### Khí hậu
Odessa có khí hậu lục địa ẩm (phân loại khí hậu Köppen Dfa), giáp với khí hậu bán khô hạn và cận nhiệt đới ẩm.
| Dữ liệu khí hậu của Odessa              | Dữ liệu khí hậu của Odessa | Dữ liệu khí hậu của Odessa | Dữ liệu khí hậu của Odessa | Dữ liệu khí hậu của Odessa | Dữ liệu khí hậu của Odessa | Dữ liệu khí hậu của Odessa | Dữ liệu khí hậu của Odessa | Dữ liệu khí hậu của Odessa | Dữ liệu khí hậu của Odessa | Dữ liệu khí hậu của Odessa | Dữ liệu khí hậu của Odessa | Dữ liệu khí hậu của Odessa | Dữ liệu khí hậu của Odessa |
| Tháng                                   | 1                          | 2                          | 3                          | 4                          | 5                          | 6                          | 7                          | 8                          | 9                          | 10                         | 11                         | 12                         | Năm                        |
| --------------------------------------- | -------------------------- | -------------------------- | -------------------------- | -------------------------- | -------------------------- | -------------------------- | -------------------------- | -------------------------- | -------------------------- | -------------------------- | -------------------------- | -------------------------- | -------------------------- |
| Cao kỉ lục °C (°F)                      | 15.1 (59.2)                | 19.2 (66.6)                | 24.1 (75.4)                | 29.4 (84.9)                | 33.3 (91.9)                | 37.2 (99.0)                | 39.3 (102.7)               | 38.0 (100.4)               | 35.4 (95.7)                | 30.5 (86.9)                | 26.0 (78.8)                | 16.9 (62.4)                | 39.3 (102.7)               |
| Trung bình ngày tối đa °C (°F)          | 2.3 (36.1)                 | 3.4 (38.1)                 | 7.7 (45.9)                 | 13.6 (56.5)                | 20.3 (68.5)                | 25.1 (77.2)                | 27.9 (82.2)                | 27.7 (81.9)                | 21.8 (71.2)                | 15.3 (59.5)                | 9.1 (48.4)                 | 4.2 (39.6)                 | 14.9 (58.8)                |
| Trung bình ngày °C (°F)                 | −0.4 (31.3)                | 0.4 (32.7)                 | 4.3 (39.7)                 | 10.0 (50.0)                | 16.2 (61.2)                | 20.8 (69.4)                | 23.4 (74.1)                | 23.1 (73.6)                | 17.8 (64.0)                | 12.0 (53.6)                | 6.3 (43.3)                 | 1.5 (34.7)                 | 11.3 (52.3)                |
| Tối thiểu trung bình ngày °C (°F)       | −2.7 (27.1)                | −2.1 (28.2)                | 1.6 (34.9)                 | 6.9 (44.4)                 | 12.6 (54.7)                | 16.9 (62.4)                | 19.1 (66.4)                | 18.5 (65.3)                | 14.0 (57.2)                | 8.9 (48.0)                 | 3.9 (39.0)                 | −0.8 (30.6)                | 8.1 (46.6)                 |
| Thấp kỉ lục °C (°F)                     | −26.2 (−15.2)              | −28.0 (−18.4)              | −16.0 (3.2)                | −5.9 (21.4)                | 0.3 (32.5)                 | 5.2 (41.4)                 | 7.5 (45.5)                 | 7.9 (46.2)                 | −0.8 (30.6)                | −13.3 (8.1)                | −14.6 (5.7)                | −19.6 (−3.3)               | −28.0 (−18.4)              |
| Lượng Giáng thủy trung bình mm (inches) | 43 (1.7)                   | 35 (1.4)                   | 35 (1.4)                   | 28 (1.1)                   | 39 (1.5)                   | 47 (1.9)                   | 45 (1.8)                   | 40 (1.6)                   | 44 (1.7)                   | 37 (1.5)                   | 39 (1.5)                   | 38 (1.5)                   | 470 (18.5)                 |
| Số ngày mưa trung bình                  | 9                          | 7                          | 10                         | 11                         | 12                         | 13                         | 10                         | 8                          | 9                          | 10                         | 13                         | 10                         | 122                        |
| Số ngày tuyết rơi trung bình            | 11                         | 10                         | 6                          | 0.4                        | 0                          | 0                          | 0                          | 0                          | 0                          | 0.2                        | 4                          | 9                          | 41                         |
| Độ ẩm tương đối trung bình (%)          | 82.5                       | 80.7                       | 78.4                       | 74.5                       | 71.0                       | 70.6                       | 66.0                       | 65.4                       | 71.8                       | 77.1                       | 81.9                       | 83.6                       | 75.3                       |
| Số giờ nắng trung bình tháng            | 63.2                       | 91.6                       | 142.2                      | 199.5                      | 292.5                      | 307.5                      | 332.9                      | 313.1                      | 234.6                      | 164.7                      | 73.0                       | 57.4                       | 2.272,2                    |
| Nguồn 1: Pogoda.ru                      |                            |                            |                            |                            |                            |                            |                            |                            |                            |                            |                            |                            |                            |
| Nguồn 2: Tổ chức Khí tượng Thế giới     |                            |                            |                            |                            |                            |                            |                            |                            |                            |                            |                            |                            |                            |